# Остров в небе (фильм, 1953)
«Остров в небе» (англ. Island in the Sky, другой вариант перевода — «Небесный остров») — американский приключенческий драматический фильм 1953 года режиссёра Уильяма Уэллмана, сценарий к которому был написан Эрнестом Ганном на основе его романа «Остров в небе» 1944 года. Главную роль исполнил Джон Уэйн, выступивший также в качестве продюсера. Фильм был выпущен компанией Warner Bros. Из-за его реалистичности, изображающей события, окружающие реальную авиакатастрофу, его считают одним из «классических» авиационных фильмов. В отличие от большинства фильмов Уэйна, в которых он играл единственного главного персонажа, главные роли сыграл разнообразный актёрский ансамбль, в который входят Энди Девайн, Ллойд Нолан, Джеймс Арнесс и Пол Фикс.

## Сюжет
Фильм рассказывает о пилоте и экипаже Douglas C-47 Skytrain (военная версия самолёта Douglas DC-3) времен Второй мировой войны, которые пытаются выжить после вынужденной экстренной посадки в неизведанных диких землях недалеко от границы между Квебеком и Лабрадором. Пилот, Дули (Джон Уэйн), является бывшим пилотом гражданской авиации, который, как и многие другие, был вынужден перевозить военные грузы через северный маршрут в Англию. Экстремально холодные условия вынуждают посадить самолёт, и, из-за проблем в навигации, далеко от населенных пунктов, они могут сообщить спасателям только своё приблизительное положение.
Найдя замёрзшее озеро для посадки, Дули должен поддержать своих людей, ожидая спасения в условиях сильного зимнего холода, температура которого падает до −70 °F (-57 °C). Тем временем в штабе воздушного транспорта полковник Фуллер (Уолтер Абель) собирает других летчиков (сыгранные Ллойдом Ноланом, Джеймсом Арнессом, Энди Девайном и Полом Фиксом), которые полны решимости найти потерянный экипаж до того, как голод и зимний холод их убьют. Между пилотами-поисковиками возникает напряженность и их устрашает предстоящая встреча, так как никто до конца не уверен, что делать, поскольку неправильное решение может обречь пропавшую без вести команду на смерть.

## В ролях
| Актёр              | Роль                            |
| ------------------ | ------------------------------- |
| Джон Уэйн          | капитан Дули                    |
| Ллойд Нолан        | капитан Шультц                  |
| Уолтер, Абель      | полковник Фуллер                |
| Джеймс Арнесс      | Мак МакМаллен, пилот            |
| Энди Девайн        | Вилли Мун, пилот                |
| Аллин Джослин      | Дж. Х. Хэнди                    |
| Джимми Лидон       | Мюррей                          |
| Гарри Кэри-младший | Ральф Хант, второй пилот Муна   |
| Хэл Бэйлор         | Станковски                      |
| Шон МакКлори       | Фрэнк Ловатт, второй пилот Дули |
| Уолли Касселл      | Д’Аннунция                      |
| Гордон Джонс       | Морж                            |
| Фрэнк Фентон       | капитан Тёрнер                  |
| Роберт Киз         | майор Дитсон                    |
| Самнер Гетчелл     | лейтенант Корд                  |
| Реджис Туми        | сержант Харпер                  |
| Пол Фикс           | Уолли Миллер                    |
| Джим Дуган         | Джидли                          |
| Джордж Чендлер     | Ренэ                            |
| Луис Джин Хейдт    | Фитч, пилот                     |
| Боб Стил           | Уилсон                          |
| Дэррил Хикман      | Свонсон, радист МакМаллена      |
| Уильям Уэллман     | рассказчик (не указан в титрах) |

## Создание

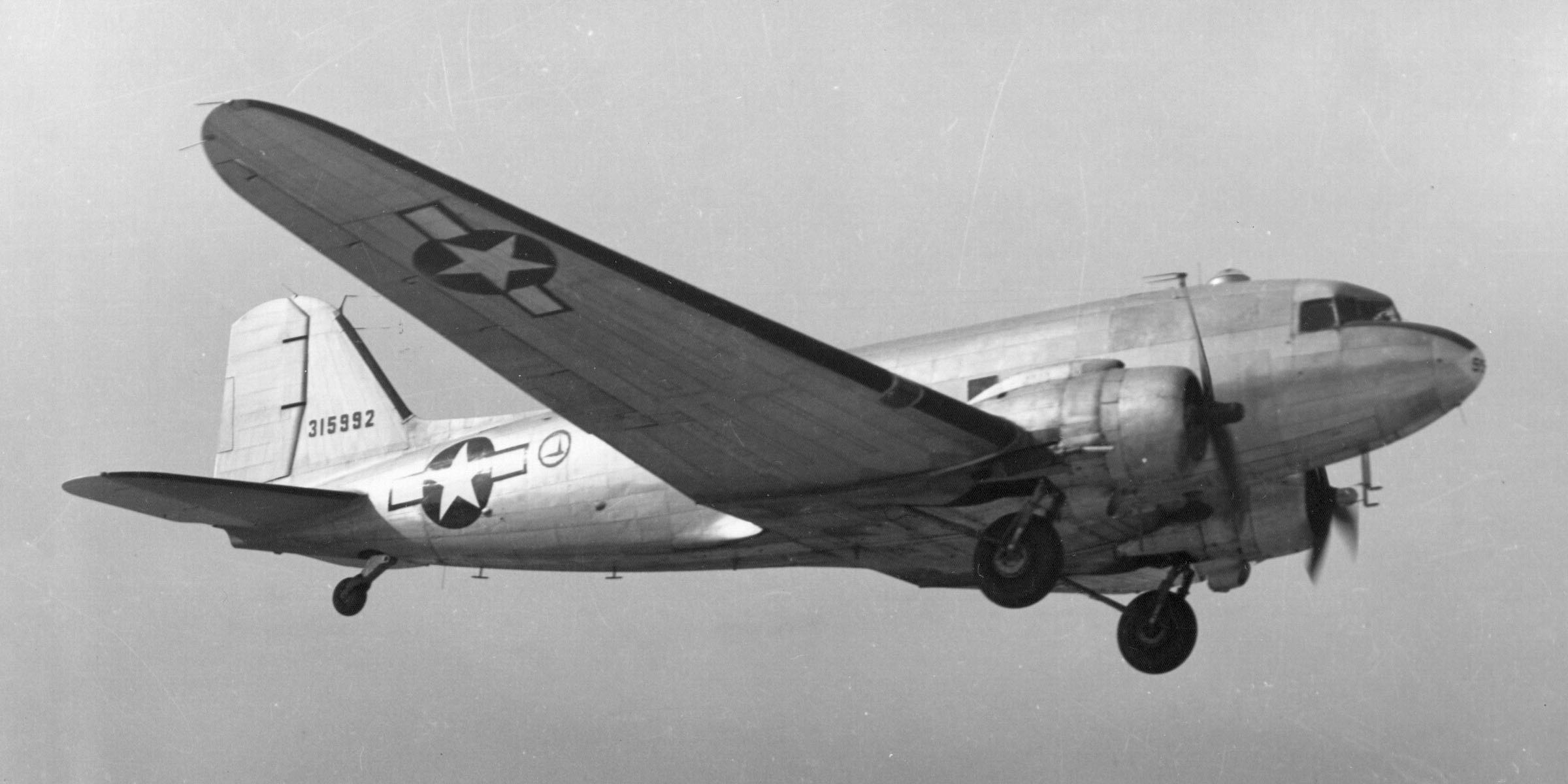
Douglas C-47 Skytrain, модель, использованная в фильме

Сценарий был основан на реальной истории полета 3 февраля 1943 года, хотя, в отличие от фильма, второй пилот не умер. В своей автобиографии «Судьба — охотник», на которой поверхностно основан фильм с одноимённым названием, Ганн рассказал о реальной истории и своей роли одного из пилотов-поисковиков во время службы в комитете воздушного транспорта на аэродроме Преск-Айл, штат Мэн. Ганн планировал выполнить миссию, закончившуюся аварией, но был заменён более старшим пилотом.
Права на историю были первоначально куплены в январе 1950 года компанией Роберта Стильмана, и Ганн планировал написать сценарий совместно с Сетоном Миллером. Фрэнк Розенберг должен был снять фильм с Ричардом Уидмарком в главной роли. Когда Стиллман бросил фильм, права были приобретены в декабре 1952 года компанией Джона Уэйна и Роберта Феллоуза Wayne-Fellows Productions, в качестве третьей из семи возможных постановок, включая вышедшую год спустя ещё одну историю Ганна «Великий и могучий», в которой таксже снялся Уэйн. В обоих фильмах участвовали одна и та же съемочная команда, в том числе режиссёр Уильям Веллман.
Веллман был пилотом лётной эскадрильи Лафайет во время Первой мировой войны, где он получил прозвище «Дикий Билл», а также военно-воздушной службоы армии США после войны. Он был опытным режиссёром авиационного кино, чьи «Крылья» выиграли первую в истории премию Оскар (1927—1928). Веллман предоставил закадровый голос, с которого начинается фильм, и два его сына, Тим и Майк, которым было по одиннадцать и пять лет соответственно, сыграли роли сыновей персонажа Энди Девайна. Примечательно, что женщины, Энн Доран, Дон Бендер и Филлис Вингер, появляются в фильме только в коротких воспоминаниях или, в случае Доран, в телефонном разговоре. Отсутствие романтического интереса было отмечено критиками, которые считали фильм более реалистичной и бескомпромиссной драмой по сравнению с обычным голливудским военным фильмом. Известно, что Веллман, которого актёры и актрисы не очень любили (и эти чувства были взаимными), предпочитал работать с мужчинами, и многие из его фильмов сняты в полностью мужском (или почти полностью мужском) мире.
Роль, которую играет Джон Уэйн в «Острове в небе», идёт вразрез его стандартным ролям, поскольку он не отыгрывает типичного «мачо», за которого его часто критиковали. Вместо этого его изображение капитана сбитого самолёта было отмечено как правдоподобное и реалистичное. Сильный ансамбль, состоящий в основном из студийных актёров класса B, на самом деле содержал множество будущих звезд, включая Фесс Паркер, Джеймса Арнесса, Дэррила Хикмана и Майка Коннорса, которые все прославились на телевидении. Фильм содержит множество реалистичных деталей, наподобие ледоруба, удобно встроенного в стену казармы, чтобы пилоты могли разбить ледяной покров утренней промойной воды. Черно-белая операторская работа Арчи Стаута (драматические сцены) и Уильяма Х. Клотье (сцены полёта) получила высокую оценку критиков.
Производство началось в конце января 1953 года и было завершено 2 марта. Съемки проходили частично на озере Доннер, недалеко от города Траки, на хребте Сьерра-Невада. Калифорнийский департамент лесного хозяйства вырубил деревья в этом районе, чтобы сделать взлетно-посадочные полосы самолётов в снегу глубиной четыре фута. Некоторые фоновые съемки также проходили в Сан-Франциско. Помимо написания сценария, Ганн, который был коммерческим пилотом Transocean Airlines, занимал должность технического директора фильма, а также пилотировал C-47 для второй съёмочной группы.
Ручной аварийный радиопередатчик, используемый членами экипажа, для связи со спасателями, которые, как они полагают, разыскивают их, был настоящим аварийным передатчиком BC-778/SCR-578/AN-CRT3, которого ласково называют «Gibson Girl», из-за рисунков 1890-х годов Чарльза Дана Гибсона. Форма устройства с узкой талией позволяла пользователю удерживать его между ног во время его запуска — необходимое требование, потому что требовалось 80 оборотов в минуту для производства достаточной для его использования мощности, и помимо этого его рукочку было очень трудно проворачивать.

### Сходство с «Великим и могучим»
«Остров в небе» и «Великий и могучий», выпущенный в следующем году, являются двумя из самых ранних фильмов-катастроф со звёздным актёрским составом, которые проложили путь к «Аэропорту» и его продолжениям спустя более 20 лет, также как и к пародийному фильму «Аэроплан!». Помимо этого, оба фильма являются двумя ранними продюсерскими работами Джона Уэйна, в которых он же и сыграл главные роли. Эта производственная практика не получила широкого распространения до 1980-х и 1990-х годов, когда звезды фильмов, начиная от Роберта Редфорда, заканчивая Сандрой Буллок, начали брать производство под свой контроль. Оба фильма были авиационными драмами и в процессе съёмок участвовала практически одна и та же съёмочная команда..
Вместе с Уэйном в обоих фильмах появились шесть актёров: Реджис Туми, Пол Фикс, Карл «Люцерна» Свитцер, Энн Доран, Джордж Чендлер и Майкл Веллман (сын режиссёра). Эрнест К. Ганн, автор книг, на которых основаны оба фильма, также написал сценарии к ним.

## Релиз и переиздания
Премьера «Острова в небе» состоялась в Лос-Анджелесе 3 сентября 1953 года, а через два дня фильм вышел в прокат. Главной особенностью премьеры, по-видимому, было использование стереофонического звука, так как из-за проблем с ним во время показа пришлось ввести антракт.
«Остров в небе» и «Великий и могучий» были изъяты из обращения около 20 лет из-за юридических проблем. В июле 2005 года они были восстановлены, возвращены на телевидение и выпущены в виде специальных выпусков DVD в августе того же года.